# Ahora (1930-1939)
Ahora fue un diario editado en la ciudad española de Madrid entre diciembre de 1930 y 1939, desde el final de la dictablanda, el triunfo de la Segunda República y la Guerra civil española.

## Historia
Fundado el 16 de diciembre de 1930,  en los tiempos de la denominada Dictablanda, aún bajo el reinado de Alfonso XIII, el periódico Ahora tenía circulación diaria e inicialmente aparecería bajo el subtítulo «diario gráfico». Como director propietario figura Luis Montiel, y como subdirector el periodista Manuel Chaves Nogales, quien terminaría exiliado ya en 1937, primero a Francia y luego al Reino Unido. Su gerente fue Luis de Miguel. Ideológicamente estuvo vinculado a posiciones de centro político.
Fue redactor jefe el leridano Paulino Masip, emigrado a México tras la guerra. En sus páginas aparecieron firmas como las de Magda Donato, Miguel de Unamuno, Valle Inclán, Pío Baroja, Francisco Villaespesa, Salvador de Madariaga, Ramón Gómez de la Serna, Eduardo Zamacois o Ramiro de Maeztu, además de contar con ilustraciones del dibujante Salvador Bartolozzi. Alcanzó tiradas de cerca de 100 000 ejemplares. El fin de la guerra civil supuso el fin de la publicación. Chaves Nogales describe en el prólogo de A sangre y fuego cómo se convirtió en «camarada director» cuando un Consejo Obrero desposeyó al propietario de la empresa al inicio de la Guerra Civil.